# 4838 Billmclaughlin
A 4838 Billmclaughlin (ideiglenes jelöléssel 1989 NJ) a Naprendszer kisbolygóövében található aszteroida. Eleanor F. Helin fedezte fel 1989. július 2-án.